# Plaça Major (Villena)
La Plaça Major de Villena (Alt Vinalopó, País Valencià) està situada al costat del Carrer Major d'aquesta localitat i segueix la tradició de les places majors hispàniques. Urbanísticament és l'eix principal de comunicacions entre el centre històric i la ciutat moderna. Està incoada com monument pertanyent al Conjunt Històric-Artístic del nucli antic de Villena, encara que en 1977 es van iniciar tràmits de desincoació per a declarar-la Monument Històric-Artístic.

## Història
La primera menció que es té d'aquesta plaça es remunta al segle xiv, encara que la seva formació suposa un procés que es produïx amb el pas del temps, fins a arribar a la seva forma actual. Originalment va ser un espai obert que servia com lloc de reunions al Consell Municipal, fins que en 1560 aquest decideix edificar en l'angle nord de la plaça l’Almudí, o lloc destinat a l'apilament de blat de l'almodí, traslladant-se simultàniament les sessions municipals a les denominades Cases del Tresor, en la Plaça de Santiago.
En el segle xviii, l'Ajuntament adquireix unes cases situades en el centre de la plaça per a la seva demolició tancant, poc després, l'angle sud. Del segle xix daten la font i safareig semicircular, així com diverses obres d'embelliment i ornamentació. Així mateix, en 1888 es va derrocar la Torre del Orejón, que estava situada en el carrer Major, a l'extrem nord-oest de la plaça.